# Strempeliopsis strempelioides
Strempeliopsis strempelioides är en oleanderväxtart som först beskrevs av August Heinrich Rudolf Grisebach, och fick sitt nu gällande namn av George Bentham. Strempeliopsis strempelioides ingår i släktet Strempeliopsis och familjen oleanderväxter. Inga underarter finns listade i Catalogue of Life.